# Nisab
O Niṣāb (نِصاب), na Sharia (lei islâmica), é o valor mínimo de patrimônio que um muçulmano deve ter antes de ser obrigado a pagar o zakat. O zakat é determinado com base na quantidade de riqueza adquirida; quanto maior o patrimônio de uma pessoa, maior o valor do zakat. Ao contrário da renda tributável em estados seculares, o niṣāb não está sujeito a isenções especiais.

## Niṣāb de ouro e prata
O valor do niṣāb foi originalmente fixado em 20 dinār ou 200 dirham. O dinār é uma moeda de ouro que pesa um mithqal (4,25 gramas) e o dirham é uma moeda de prata que pesa 0,7 mithqal (2,975 gramas). A relação de 20 dinār e 200 dirham reflete o valor de troca contemporâneo entre o dinār e o dirham de 1 a 10 nos primeiros dias do Islã. Com o tempo, a taxa de câmbio entre o ouro e a prata mudou, de modo que 20 dinār se tornou mais caro em valor de mercado do que 200 dirham. Apesar disso, a definição de niṣāb não foi alterada ao longo da história islâmica. Ambos os valores são aceitos na Shariah e, portanto, a pessoa pode optar por pagar o zakat se sua riqueza atingir o valor de qualquer um deles.
O niṣāb é aplicável ao estoque cumulativo de dinār, dirham e quaisquer outros valores zakatáveis, como mercadorias que tenham sido armazenadas por pelo menos um ano. Desde que o valor total dos objetos de valor zakatável exceda o valor do niṣāb, o zakat deve ser pago.
Alguns estudiosos modernos aceitaram que, como os dinārs e dirhams não estão mais disponíveis, a melhor solução é calcular o niṣāb usando um mithqal de ouro puro como referência. Embora esse não seja um cálculo exato, é considerado uma aproximação válida, dadas as circunstâncias atuais.

### Interpretação moderna
O nisab do ouro e da prata foi interpretado para se estender às moedas modernas, e o valor moderno do nisab é determinado a cada ano usando as taxas de câmbio do ouro e da prata.
Outro problema moderno com relação ao nisab é se deve ser usado o valor do ouro (dinar) ou da prata (dirham). Para superar esse problema, a maioria dos juristas contemporâneos segue uma destas duas abordagens:
1. Usar o ouro como referência de avaliação. Isso é racionalizado pelo fato de que o ouro é a origem da moeda moderna e é considerado mais precioso do que a prata.[4]
2. Usar o que melhor satisfizer os interesses dos pobres.[5]

## Niṣāb para gado
O niṣāb para os três animais zakatáveis é o seguinte:
- Gado (incluindo búfalos, bisões, iaques, etc.): trinta animais
- Ovelhas e cabras: quarenta animais
- Camelos: cinco animais

A escola Hanafi é única a estender o zakat aos cavalos sob certas condições. Quando aplicável, não há nisab e um mithqal deve ser pago por cada cavalo.
Alguém que possua menos animais do que o nisab acima não é obrigado a pagar o zakat. Além disso, o nisab de um tipo de animal não deve ser misturado com outro. Por exemplo, ter vinte vacas e trinta cabras seria considerado abaixo do nisab, pois não atinge o limite de 30 vacas e 40 cabras.

## Niṣāb para produtos agrícolas
Há consenso entre os juristas muçulmanos de que o zakat é aplicável a tâmaras, uvas, trigo e cevada. De acordo com a opinião da maioria, o zakat também se aplica a produtos básicos que podem ser armazenados, como milho, arroz, lentilhas, ervilhas secas e feijões secos, enquanto não se aplica a frutas e legumes, como pepinos, abobrinhas, cebolas, laranjas e damascos. A escola Hanafi aplica o zakat a todos os produtos agrícolas, de acordo com a opinião do Imam Abu Hanifa. De acordo com o Imam Abu Yusuf e Muhamad bin Al Hasan, ele só se aplica a plantas cujos produtos podem durar (por meio de armazenamento) por um ano.
Quando o zakat se aplica a uma planta, o nisab é de cinco Wasaq. Cada wasaq é avaliado como sessenta Sa'. A equivalência contemporânea de Sa', de acordo com uma aproximação, é de 2,03 litros. Portanto, o nisab total para produtos agrícolas é de 609,84 kg.